# Marian Andrews (Schriftstellerin)
Marian Andrews, geb. Mary Ann Hare (* 24. Februar 1839 in Brompton, London; † 29. März 1929 in Eastbourne) war eine britische Schriftstellerin. Sie veröffentlichte ihre Werke, überwiegend historische Romane und Biografien, unter dem Pseudonym Christopher Hare.

## Leben

### Familie und erste Lebensjahre
Mary Ann Hare war das älteste Kind des Juristen Thomas Hare und dessen erster Ehefrau Mary, geb. Samson († 1855). Insgesamt hatte das Paar vier Söhne und vier Töchter, zu denen auch die Frauenrechtlerin und Künstlerin Alice Westlake gehörte. Die Familie lebte in London, zunächst am Pelham Place, Brompton, und im Chestnut Cottage in Ham, bis sie sich am Gosbury Hill im Stadtteil Hook niederließ. Die Töchter wurden zu Hause unterrichtet.
1861 heiratete Mary Ann Hare den Pfarrer und Amateur-Geomorphologen William Ryton Andrews (1834–1922). Aus der Ehe gingen zwei Söhne und eine Tochter hervor. Der jüngere Sohn war Arthur Westlake Andrews (1868–1959), ein Geograf, Tennisspieler und Bergsteiger.

### Schriftstellerisches Wirken
Bedingt durch die verschiedenen geistlichen Ämter, mit denen William Andrews betraut wurde, lebte die Familie unter anderem in Hastings, Harlington in Middlesex (Pfarrer 1870–1873) und Teffont Evias in Wiltshire (Pfarrer 1873–1892). Beeinflusst durch ihre Eindrücke vom dörflichen Leben in Wiltshire begann Marian Andrews 1895 unter dem Pseudonym Christopher Hare zu publizieren. Ihr erstes Werk, die Geschichtensammlung Down the Village Street. Scenes in a West Country Hamlet, wurde von den Kritikern positiv aufgenommen. Weitere Bücher mit Szenen aus dem Landleben folgten, wie The Life Story of Dinah Kellow (1901), dessen Kurzgeschichten in einem Ort spielen, der dem Parish ihres Ehemannes ähnelt. Andrews’ Kenntnisse über ländliche Arbeit und Bräuche sowie Beschreibungen der Einrichtung von Cottages und des örtlichen Armenhauses legen nahe, dass sie ihren Mann bei der Gemeindearbeit unterstützt hat.
Später veröffentlichte Andrews vorwiegend Bücher zu historischen Themen, welche den größten Teil ihres Gesamtwerks ausmachen. Viele erschienen bei Harper & Brothers, später bei Stanley Paul & Co. Sie schrieb historische Romane wie Felicità: A Romance of Old Siena (1904), in dessen Mittelpunkt eine problematische Liebesbeziehung in Siena steht. Im Zuge jährlicher Reisen nach Italien besuchte Andrews Städte, in denen sich Dante Alighieri während seines Exils aufgehalten hatte, und schilderte ihre Eindrücke in dem Buch Dante the Wayfarer (1905), das sich auch dem Leben einiger der zeitgenössischen Figuren aus seinem Hauptwerk Göttliche Komödie widmet. Andrews verfasste zudem zahlreiche Biografien bedeutender Personen aus dem 15. und 16. Jahrhundert, wobei es ihr insbesondere ein Anliegen war, die häufig weniger beachteten Lebenswege von Frauen herauszuarbeiten. Sie porträtierte unter anderem Margarete von Österreich, Isabella I., Isabella von Aragón und die italienische Adlige Giulia Gonzaga (1513–1566). Weitere Biografien schrieb sie über Ludwig XI., Baldassare Castiglione, Maximilian I. und Karl V.
Bei den Recherchen für ihre Bücher stützte sich Andrews häufig auf Primärquellen wie Briefe und chronologische Listen über Regierungsdokumente (Calendars of State Papers). Sie informierte sich außerdem in den Schriften von Historikern wie Leopold von Ranke, Jean-Charles-Léonard Simonde de Sismondi und John Addington Symonds. Literarisch zeigen ihre Werke Einflüsse der Schriftsteller George Eliot, Thomas Hardy und Charlotte Mary Yonge.
Marian und William Andrews verbrachten ihren Lebensabend in Eastbourne, betreut von ihrer unverheirateten Tochter. Marian Andrews starb 1929 in ihrem dortigen Zuhause.

## Werke (Auswahl)
- Down the Village Street. Scenes in a West Country Hamlet. William Blackwood & Sons, London 1895.
- As we sow: A West Country drama. Osgood, McIlvaine & Co., London 1897.
- Broken arcs: A West Country chronicle. Harper, London 1898.
- How Cynthia went a-maying: a romance of long ago wherein the seige of Wardour Castle is truly chronicled. Isbister, London 1901.
- The Life Story of Dinah Kellow. Ward, Lock & Co., London 1901.
- The Most Illustrious Ladies of the Italian Renaissance. Harper & Brothers, London 1904.
- Felicita: A Romance of Old Siena. Harper & Brothers, London 1904.
- In the Straits of Time: A Romance of Old France. Cassell, London 1904.
- Dante the Wayfarer. Harper & Brothers, London 1905.
- A Queen of Queens (Isabel of Castile) & the Making of Spain [1451–1555]. Harper & Brothers, London 1906.
- The High and Puissant Princess Marguerite of Austria: Princess Dowager of Spain: Duchess Dowager of Savoy: Regent of the Netherlands. Harper & Brothers, London 1907.
- The life of Louis XI, the Rebel Dauphin and the Statesman King, from his orig. Letters and other Documents. Harper & Brothers, London 1907.
- Courts & Camps of the Italian Renaissance: being a Mirror of the Life and Times of the Ideal Gentleman Count Baldassare Castiglione. Harper & Brothers, London 1907.
- The Romance of a Medici warrior: being the Story of Giovanni delle Bande Nere. A Study in Heredity. Paul, London 1910.
- Isabella of Milan, Princess d’Aragona, and wife of Duke Gian Galeazzo Sforza. Harper & Brothers, London 1911.
- Charles de Bourbon, High Constable of France, "The Great Condottiere" John Lane, New York 1911.
- The Story of Bayard. Retold from the Old Chronicles of the Loyal Servitor and others. J.M. Dent & Sons, London 1911.
- A Princess of the Italian Reformation, Giulia Gonzaga, 1513–1566, her family and her friends. Harper & Brothers, London 1912.
- Maximilian the Dreamer, Holy Roman Emperor, 1459–1519. Stanley Paul & Co., London 1913.
- Men and Women of the Italian Reformation. Stanley Paul & Co., London 1914.
- Life and Letters in the Italian Renaissance. Stanley Paul & Co., London 1915.
- A Great Emperor, Charles V., 1519–1558. Stanley Paul & Co., London 1917.